# Prosciurillus weberi
Prosciurillus weberi е вид бозайник от семейство Катерицови (Sciuridae).

## Разпространение
Видът е разпространен в Индонезия (Сулавеси).